# Kantorei St. Ulrich (Schlettau)
Die Kantorei St. Ulrich ist ein deutscher Kirchen-Chor in Schlettau. Seine Heimat ist die Kirche St. Ulrich in Schlettau.
Mit der Errichtung der Cantorei Leges am 22. Januar 1658 wurde die Existenz der Kantorei im 17. Jahrhundert dokumentiert. Schriftstücke in der Stadtkämmerei lassen jedoch ein Bestehen des Chores schon um 1613 vermuten.
Der Chor probt heute regelmäßig einmal in der Woche und ist einmal im Monat im Gottesdienst präsent. Am zweiten Advent wird traditionell eine Adventsvesper gemeinsam mit Posaunenchor und Instrumentalisten veranstaltet. Ein weiterer fester Termin ist  die Andacht zur Sterbestunde Jesu, bei welcher Passionen von Schütz und anderen Komponisten musiziert werden. Größere Werke der Kantorei waren der Messias von Georg Friedrich Händel und das Weihnachtsoratorium von Johann Sebastian Bach. Die Leitung des Chores hat Kantor Egbert Mäuser.
Im Jahr 2009 wurde die Kantorei für ihr 351-jähriges Bestehen mit der Zelter-Plakette ausgezeichnet.

## Weblink
- Kurz-Porträt der Kantorei, undatiert